# Badecon-le-Pin
Badecon-le-Pin település Franciaországban, Indre megyében. Lakosainak száma 761 fő (2022. január 1.). Badecon-le-Pin Ceaulmont, Chavín-kultúra, Gargilesse-Dampierre, Le Menoux és Pommiers községekkel határos.

## Népesség
A település népességének változása:
| Lakosok száma | 578  | 523  | 595  | 725  | 746  | 739  | 751  | 765  | 771  | 761  |
|               | 1968 | 1982 | 1990 | 2006 | 2013 | 2015 | 2017 | 2019 | 2020 | 2022 |